# Amy Forsyth
Amy Forsyth (Toronto, 6 augustus 1995) is een Canadees actrice. Ze is onder andere bekend van de televisieseries Defiance en The Gilded Age en de films Hell Fest, Beautiful Boy, CODA en The Novice.

## Biografie
Amy Forsyth maakte in 2013 haar acteerdebuut als Mary Bronson / Little Monkey in de horrorfilm Torment van regisseur Jordan Baker. Twee jaar later speelde ze de rol van Alice Kelly in de televisiefilm The Music in Me. In hetzelfde jaar speelde Forsyth opnieuw in een horrorfilm getiteld A Christmas Horror Story waarin ze naast William Shatner speelde. In 2016 was Forsyth als Ashley Field te zien in de dramaserie The Path.  Het jaar erna was Forsyth opnieuw in een televisieserie te zien genaamd Channel Zero, waarin ze de hoofdrol van Margot Sleator speelde.
Forsyth speelde in 2018 de hoofdrol van Gwen Strickland in de musical dramaserie Rise, waarin ze te zien was naast Josh Radnor. In datzelfde jaar was ze te zien in de hoofdrol van Natalie in de Lionsgate horrorfilm Hell Fest, naast acteurs Reign Edwards, Bex Taylor-Klaus en Tony Todd.
Forsyth speelde in 2019 opnieuw in een horrorfilm, We Summon the Darkness, die werd uitgebracht op 10 april 2020. In 2021 was ze naast Isabelle Fuhrman te zien in de dramafilm The Novice als het personage Jamie Brill. Het jaar erna was Forsyth als Carrie Astor te zien in de historische dramaserie The Gilded Age. In 2023 werd Forsyth gecast in de hoofdrol van Linda in de dramaserie Dear Edward, gebaseerd op het gelijknamige boek.

## Filmografie

### Films
| Jaar | Titel                    | Rol                          |
| ---- | ------------------------ | ---------------------------- |
| 2013 | Torment                  | Mary Bronson / Little Monkey |
| 2015 | A Christmas Horror Story | Caprice Bauer                |
| 2018 | Beautiful Boy            | Diane                        |
| 2018 | Hell Fest                | Natalie                      |
| 2019 | We Summon the Darkness   | Beverly                      |
| 2021 | CODA                     | Gertie                       |
| 2021 | The Novice               | Jamie Brill                  |

### Televisieserie
| Jaar      | Titel                         | Rol                   | Opmerkingen                               |
| --------- | ----------------------------- | --------------------- | ----------------------------------------- |
| 2013      | Cracked                       | Julia Grieveson       | 1 aflevering                              |
| 2014      | Reign                         | Isobel Derant         | 1 aflevering                              |
| 2014      | Degrassi: The Next Generation | Eden                  | 1 aflevering                              |
| 2014-2015 | Defiance                      | Anda                  | Terugkerende rol                          |
| 2015      | The Music in Me               | Alice Kelly           | Televisiefilm                             |
| 2015      | The Lizzie Borden Chronicles  | Penelope Trotwood     | 1 aflevering                              |
| 2015      | Lead With Your Heart          | Lacey Walker          | Televisiefilm                             |
| 2015      | Kingmakers                    | Julia Hennessey       | Televisiepilot                            |
| 2016-2017 | The Path                      | Ashley Fields         | Hoofdrol (seizoen 1), gastrol (seizoen 2) |
| 2017      | Channel Zero                  | Margot Sleator        | Hoofdrol                                  |
| 2018      | Robot Chicken                 | Dorothy Ann / Romaine | Stemrol                                   |
| 2018      | Rise                          | Gwen Strickland       | Hoofdrol                                  |
| 2022      | Coyote                        | Kate Clemens          | 4 afleveringen                            |
| 2022      | The Gilded Age                | Carrie Astor          | Terugkerende rol                          |
| 2023      | Dear Edward                   | Linda                 | Hoofdrol                                  |